# Molière (Theaterpreis)/Bester Nebendarsteller
Molière: Bester Nebendarsteller (Meilleur comédien dans un second rôle)
Gewinner und Nominierte in der Kategorie Bester Nebendarsteller (Meilleur comédien dans un second rôle) seit der ersten Verleihung im Jahr 1987. Am erfolgreichsten in dieser Kategorie waren die Franzosen Jean-Paul Roussillon (1991 und 1996), Robert Hirsch (1992 und 1997) und Maurice Chevit (2002 und 2005), die den Preis je zweimal gewinnen konnten. Am häufigsten nominiert, jedoch ohne Sieg, blieb Jean-Michel Dupuis, der es zwischen 1987 und 2007 auf bisher vier Nominierungen brachte.

## 1980er Jahre
| Jahr | Preisträger    | Theaterstück                  | Nominierungen |
| 1987 | Pierre Arditi  | La Répétition ou l'Amour puni | Jean-Michel Dupuis für Conversations après un enterrement Patrick Raynal für Tel quel Jean-Paul Roussillon für Conversations après un enterrement Didier Sandre für La Folle Journée ou le Mariage de Figaro |
| 1988 | Pierre Vaneck  | Le Secret                     | Fabrice Eberhard für Mort d'un commis voyageur Jean-Paul Farre für La Métamorphose Jacques Jouanneau für Les Cahiers tango Fabrice Luchini für Le Secret                                                     |
| 1989 | Étienne Chicot | Une absence                   | Claude Evrard für Un mois à la campagne Henri Garcin für Entre nous soit dit François Lalande für Le Foyer Michel Robin für L'Imposture                                                                      |

## 1990er Jahre
| Jahr | Preisträger          | Theaterstück                            | Nominierungen |
| 1990 | Michel Robin         | La Traversée de l'hiver                 | Gérard Caillaud für Les Palmes de M. Schutz Martin Lamotte für Un fil à la patte Roger Mirmont für La Célestine Henri Virlogeux für Ivanov                                     |
| 1991 | Jean-Paul Roussillon | Zone Libre                              | Jacques Bonnaffé für La Fonction Jean-Paul Farré für Les Fourberies de Scapin Mario Gonzalez für Les Fourberies de Scapin Georges Wilson für Eurydice                          |
| 1992 | Robert Hirsch        | Le Misanthrope                          | Jean-Pierre Darroussin für Cuisine et dépendances Maurice Garrel für C'était bien Gérard Hernandez für Sans rancune Sam Karmann für Cuisine et dépendances                     |
| 1993 | Jean-Pierre Sentier  | L'Église                                | Bernard Alane für La Jalousie Michel Duchaussoy für Pygmalion Fabrice Eberhard für Roméo et Jeannette Michel Etcheverry für Temps contre temps                                 |
| 1994 | Roland Blanche       | La Résistible Ascension d'Arturo Ui     | Roger Dumas für Le Retour Gérard Hernandez für Le Dîner de cons Francis Lax für L'Ampoule magique Guy Tréjan für Hamlet                                                        |
| 1995 | Darry Cowl           | On purge bébé und Feu la mère de Madame | Jean-Pierre Darroussin für Un air de famille Bernard Dhéran für Les affaires sont les affaires Michel Etcheverry für Meurtre dans la cathédrale Jean Lescot für Fausse adresse |
| 1996 | Jean-Paul Roussillon | Colombe                                 | Frédéric van den Driessche für Un mari idéal Francis Lalanne für L'Affrontement Gérard Lartigau für Panique au Plazza François Marthouret für Gertrud                          |
| 1997 | Robert Hirsch        | En attendant Godot                      | Bernard Alane für Sylvia Jean-Paul Bordes für La Puce à l'oreille Jean-Pierre Darroussin für La Terrasse Jean-Michel Dupuis für En attendant Godot                             |
| 1998 | Maurice Barrier      | Douze hommes en colère                  | Marcel Cuvelier für Bel-Ami Bernard Freyd für Douze hommes en colère Samuel Labarthe für Oncle Vania Philippe Laudenbach für Le Bonnet de fou                                  |
| 1999 | Michel Aumont        | Rêver peut-être                         | Jean-Michel Dupuis für Les Portes du ciel André Falcon für Délicate balance Alain MacMoy für Pour la galerie Jacques Zabor für Mademoiselle Else                               |

## 2000er Jahre
| Jahr | Preisträger       | Theaterstück                   | Nominierungen |
| 2000 | Marcel Cuvelier   | Mon père avait raison          | Bernard Dhéran für Hôtel des deux mondes Christian Hecq für La main passe Sam Karmann für Raisons de famille François Lalande für Raisons de famille                                                                  |
| 2001 | Georges Wilson    | Une chatte sur un toit brûlant | François Lalande für Staline Mélodie Philippe Magnan für Les Directeurs Jean Negroni für Marie Hasparen Philippe Uchan für Glengarry Glenn Ross                                                                       |
| 2002 | Maurice Chevit    | Conversation avec mon père     | Stéphane Hillel für Impair et Père Philippe Magnan für Elvire Wojtek Pszoniak für La Boutique au coin de la rue Michel Vuillermoz für Madame Sans Gêne                                                                |
| 2003 | Michel Duchaussoy | Phèdre                         | Roger Dumas für Hysteria Vincent Elbaz für Hysteria Gérard Loussine für Un petit jeu sans conséquence José Paul für Un petit jeu sans conséquence                                                                     |
| 2004 | Thierry Frémont   | Signé Dumas                    | Philippe Khorsand für l'Invité Roland Marchisio für Portrait de famille Jean-Michel Martial für Miss Daisy et son chauffeur Chick Ortega für L'amour est enfant de salaud                                             |
| 2005 | Maurice Chevit    | Brooklyn Boy                   | Gérard Caillaud für Amadeus Éric Elmosnino für Ivanov José Paul für La locandiera Gilles Privat für Avis aux intéressés Michel Vuillermoz für Le Menteur                                                              |
| 2006 | Roger Dumas       | Moins 2                        | Didier Brice für La Sainte Catherine Henri Courseaux für Pygmalion Jean-Paul Farré für Le Roi Lear Jérôme Kircher für Le Roi Lear Jean-Pierre Lorit für Créanciers                                                    |
| 2007 | Éric Ruf          | Cyrano de Bergerac             | Jean-Michel Dupuis für la Danse de l’albatros Jean-François Guilliet für l’Eventail de Lady Windermere Samuel Labarthe für Le Gardien Jacques Marchand für Chocolat piment                                            |
| 2008 | Gilles Privat     | L'Hôtel du libre-échange       | Didier Brice für Les Forains Jean-Pierre Malo für En toute confiance Laurent Stocker für Juste la fin du monde |
| 2009 | Roland Bertin     | Coriolan                       | Sébastien Castro für Le Comique Jean-Claude Durand für Le Jour se lève, Léopold! Guillaume Gallienne für Fantasio Arthur Jugnot für Chat en poche Sébastien Thiéry für Cochons d’Inde Nicolas Vaude für Elle t'attend |

## 2010er Jahre
| Jahr | Preisträger         | Theaterstück      | Nominierungen |
| 2010 | Henri Courseaux     | La Nuit des rois  | Xavier Gallais für Ordet José Paul für L'Illusion conjugale Yves Pignot für La Nuit des rois Gilles Privat für La Dame de chez Maxim Hugues Quester für Casimir et Caroline                 |
| 2011 | Guillaume Gallienne | Un fil à la patte | Maxime d'Aboville für Henri IV, le bien aimé Jean-Michel Dupuis für Le Prénom Thierry Hancisse für Un fil à la patte Guillaume de Tonquédec für Le Prénom Bernard Verley für Rêve d'automne |